# Święto
Święto – ogólne określenie szczególnych dni lub dłuższych okresów powtarzających się regularnie.

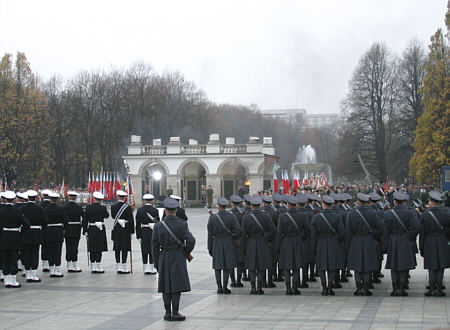
Narodowe Święto Niepodległości – Obchody Narodowego Święta Niepodległości w Warszawie

## Święto
Święto może mieć charakter religijny (np. Szczodre Gody), narodowy (np. Święto Niepodległości), państwowy (np. Dzień Solidarności i Wolności) lub międzynarodowy (np. Dzień Praw Człowieka). Może upamiętniać jakieś wydarzenie (np. bitwę), podkreślać wagę pewnych problemów (np. Sprzątanie Świata), może też być okazją do uczczenia osoby (np. Jana Pawła II) czy grupy społecznej (np. pracowników) lub zawodowej (np. górników).
Z większością świąt wiążą się pewne zwyczaje i uroczysty sposób celebrowania. Niektóre święta są też dniem wolnym od pracy.